# Парк штату
Парк штату (англ. State park) — термін, що використовується в США та Мексиці для природоохоронних, рекреаційних та інших подібних територій, що знаходяться під управлінням уряду одного із штатів США або Мексики. Парки штату — природоохоронна територія категорії II згідно з МСОП. Ці парки подібні до національних парків, але під управлінням штату замість федерального уряду. Так само, об'єкти місцевого управління нижчого за рівень штату можуть називатися регіональними парками. Взагалі, парки штату менші за національні парки, з кількома винятками, наприклад Адірондрак у штаті Нью-Йорк.
| {{{alt}}} | Це незавершена стаття про природоохоронну територію або на дотичну тему. Ви можете допомогти проєкту, виправивши або дописавши її. |